# Gliny Małe
Gliny Małe – wieś w Polsce położona w województwie podkarpackim, w powiecie mieleckim, w gminie Borowa.
Wieś położona jest w regionie Kotliny Sandomierskiej, w subregionie Niziny Nadwiślańskiej, o krajobrazie jednolitym. Cały teren wioski położony jest na wysokości 155,3 – 159,2 m n.p.m., bez wyraźnej rzeźby powierzchni. Na obszarze tym występują małe wysokości względne i minimalne spadki wynoszące na przestrzeni 2 km około 3,9 m. Obok wioski przepływa rzeka Wisła oraz Breń i Brnik. Wieś zachowuje rozproszoną zabudowę wśród pól uprawnych. Ten równinny krajobraz ozdabia wznosząca się na lewym brzegu Wisły Góra Połaniecka, typowy nadwiślański krajobraz oddzielony Wisłą, u podnóża góry tworzy charakterystyczne widoki, odmienne od sąsiednich wiosek.
Pola uprawne zajmują powierzchnie 817 ha i należą do ziem najurodzajniejszych w okolicy. Na terenie całej wsi występują gleby wytworzone z pyłów zwykłych, ilastych i glin, które do uprawy są ciężkie. Na glebach madowych rozciągają się pastwiska i łąki. Tu należy doszukiwać się nazwy wsi. Od tych urodzajnych nadwiślańskich, gliniastych gleb pochodzi nazwa wsi Gliny Małe.
W latach 1975–1998 miejscowość administracyjnie należała do województwa rzeszowskiego.

## Części wsi
| SIMC    | Nazwa       | Rodzaj    |
| ------- | ----------- | --------- |
| 0645636 | Kąty        | część wsi |
| 0645642 | Kolonia     | część wsi |
| 0645659 | Podedworze  | część wsi |
| 0645665 | Podkarczmie | część wsi |
| 0645671 | Smyków      | część wsi |
| 0645688 | Wągroda     | część wsi |
| nwm     | Powiśle     | część wsi |

## Kapliczka
W Glinach Małych znajduje się zabytkowa kapliczka, która ucierpiała w powodzi (obok postawiono nową). Jest ona ustawiona w pobliżu parku dworskiego.